# Zespół dworski w Hadlach Szklarskich
Zespół dworski w Hadlach Szklarskich – dwór znajdujący się w województwie podkarpackim, w powiecie przeworskim, w gminie Jawornik Polski, w Hadlach Szklarskich.
Obiekt w skład którego wchodzi: park, kuźnia, stajnia oraz oranżeria wpisany został do rejestru zabytków nieruchomych województwa podkarpackiego.

## Historia
Dwór murowany, wzniesiony w latach 20. XX w. z inicjatywy Piotra Łastowieckiego (1860–1929) herbu Laryssa, właściciela majątku od końca XIX wieku. Następnym właścicielem był jego syn, Antoni Łastowiecki (1892–1973).
Po II wojnie światowej zespół należał do Skarbu Państwa. Od 2007 roku jest własnością gminy Jawornik Polski.

## Architektura
Dwór od frontu parterowy, w środkowej części taras z tralkową balustradą. Po południowej stronie dobudówka z klatką schodową. Od strony ogrodowej półkolisty ryzalit zwieńczony balkonem. Naroża boniowane, dach czterospadowy. Autorem projektu jest Józef Gałęzowski (1877–1963). 

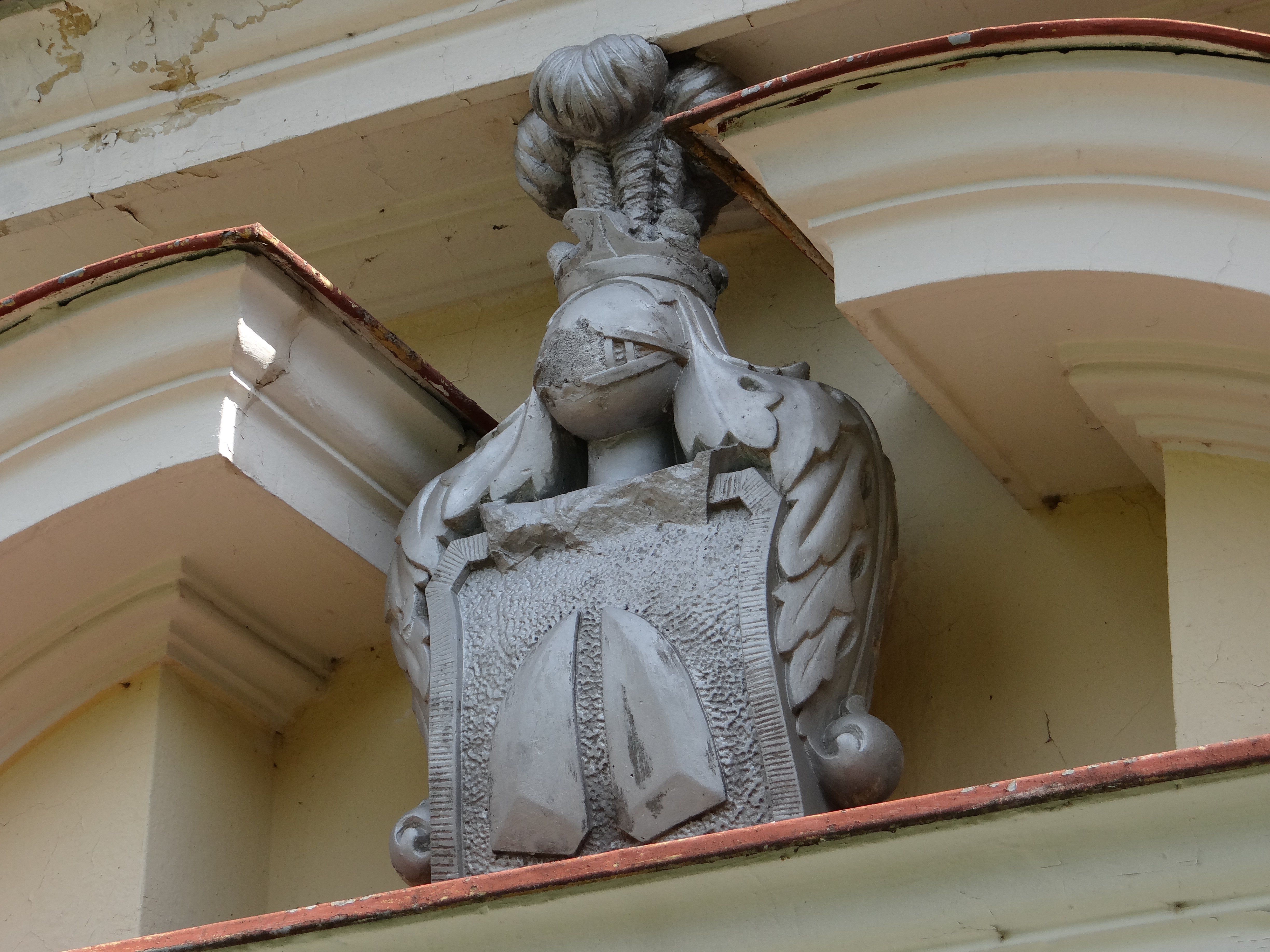
Dwór – detal
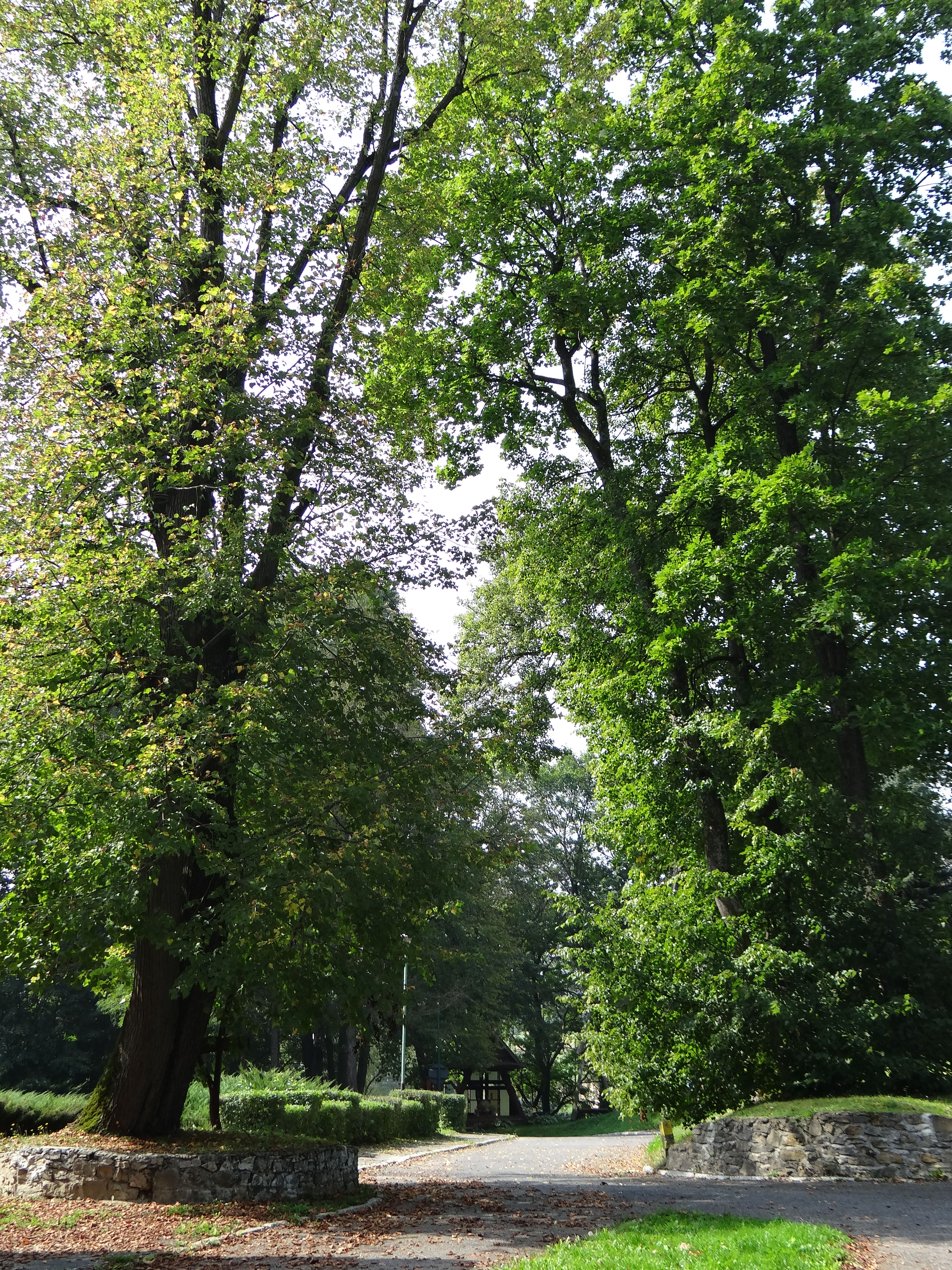
Park
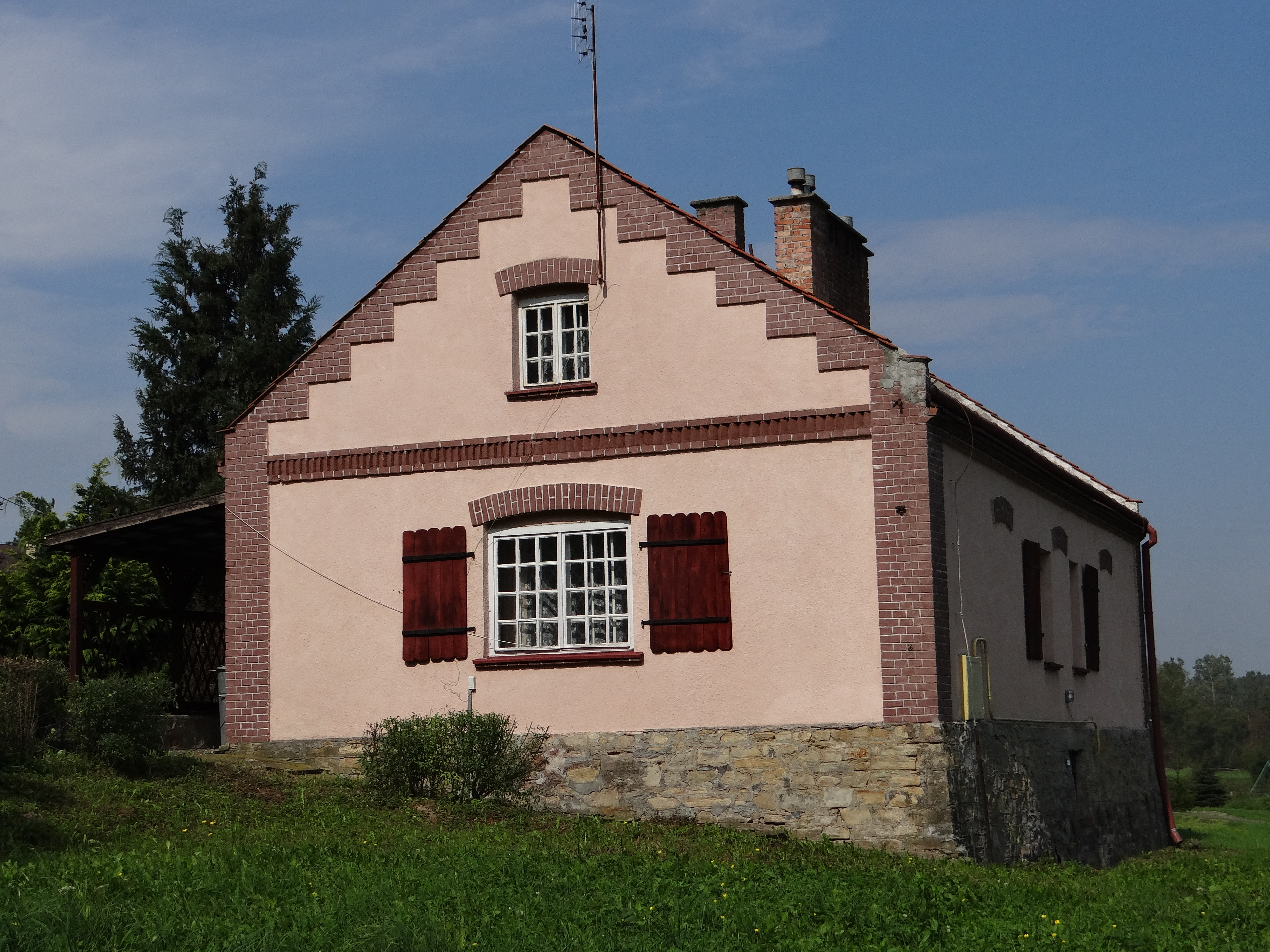
Kuźnia
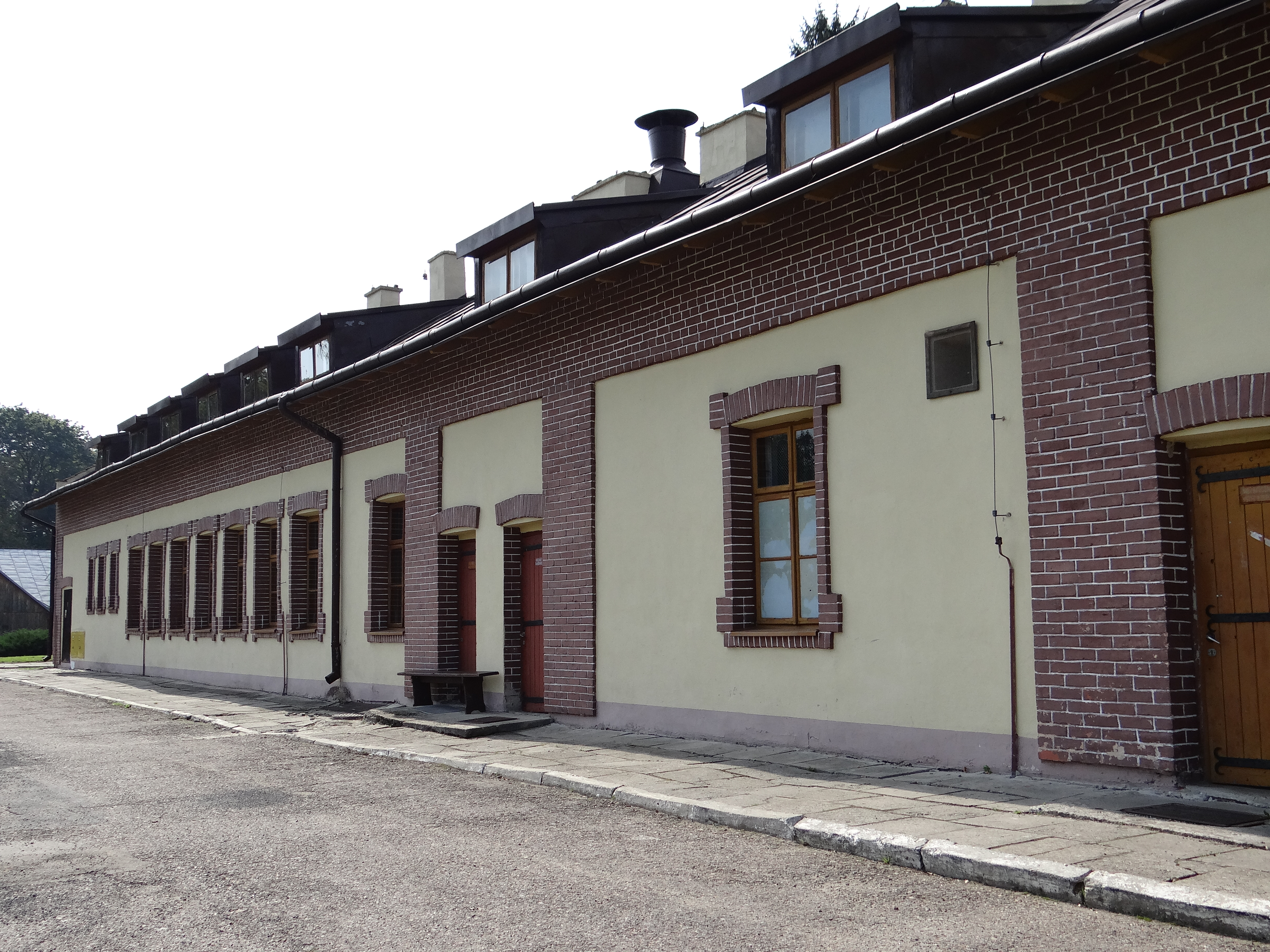
Stajnia
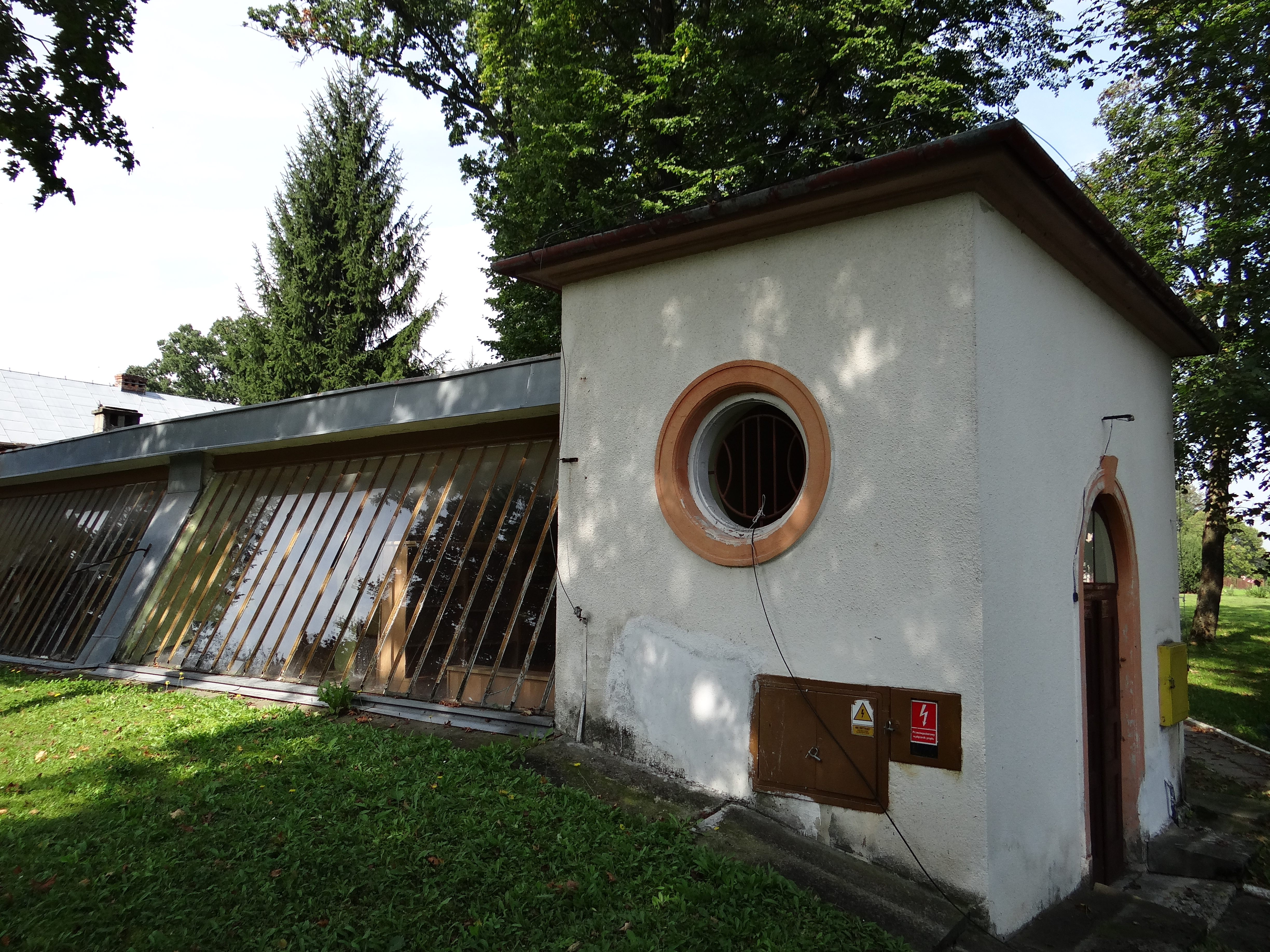
Oranżeria